# 프로네시스
프로네시스(그리스어: φρόνησις, phronesis)는 고대 그리스 철학, 특히 아리스토텔레스에 의한 철학적인 개념이며, '실천적인 지'를 나타낸다.

## 개설
아리스토텔레스는 '니코마코스 윤리학'속에서, 지식을 '소피아 (지)'와 '프로네시스'의 2종류로 해, 소피아와 프로네시스를 명확하게 구별하고 있다.
아리스토텔레스는 '중용' (메소테이스)을 지키는 것이 소중하다고 말한다. 중용이란, 일반적으로 사용되는 유교에서의 중용과는 달리, 용감 (공포와 태연), 절제 (쾌락과 고통), 관후와 호화 (재화에 대해서), 긍지 (명예에 대해서), 온화 (분노에 대해서), 친애와 성실과 기지 (교제에 대해)를 가리키고 있다. 그리고 중용을 지키는 덕성을 프로네시스라고 한다.

### 일본
2006년 경부터 노나카 이쿠지로가 프로네시스의 중요성을 계속 제창하고 있다. 과학적 지식과 실천적 지식을 융합하고, 창조적인 행동을 하는 능력을 가리키고 있다. '개별 구체적인 장면 속에서, 전체의 선을 위해서, 의사결정 해 행동해야 할 최선의 행동하는 방법을 찾아내는 능력'이다. 깊은 윤리관, 역사관, 사회관, 정치관, 미적 감각에 근거하는 판단·행동이다. 그 때문에 개인과 사회의 성숙이 필요하게 되고 있다.
노나카 이쿠지로는 2011-2012년에 후쿠시마 원자력 발전 사고 독립 검증 위원회 위원으로서 활동했을 때에, 수상 관저와 도쿄 전력의 후쿠시마 제1 원자력 발전소 사고에의 대응을 검증해, '실패의 본질'로 28년전에 지적한 일본군의 실패의 원인인 '프로네시스의 결여'를 보았다고 하고 있다. 2006년 12월에 쿠로카와 키요시가 수상 관저로 노나카의 논문을 인용했음에도 불구하고, 그대로 질질 끌고 있기 때문이다.
1. 이데올로기에 묶여 현실적인 대처를 할 수 없었다.
2. 동질적 멤버로 독선적으로 대처했다.
3. 관료제를 살리는 통합·통제 능력의 결여.

노나카는 '프로네틱 리더'가 일본을 재생시킨다고 생각하고 있다.
그들이 가져야 할 능력으로서 노나카는 다음 6점을 올린다.
1. 좋은 목적을 만든다
2. 장소를 시기적절하게 만든다
3. 있는 그대로의 현실을 직관한다
4. 직관의 본질을 이야기한다
5. 이야기를 실현하는 정치력
6. 실천지를 조직화한다